# 埃伦弗里德·瓦尔特·冯·切恩豪斯
埃伦弗里德·瓦尔特·冯·切恩豪斯（Ehrenfried Walther von Tschirnhaus，1651年4月10日—1708年10月11日），是一位德国数学家、物理学家、医生和哲学家。他发明了切恩豪斯变换，并被一些人认为是欧洲瓷器的发明者。